# Sinelobus
Sinelobus is een geslacht van naaldkreeftjes (Tanaidacea) uit de familie van de Tanaididae. De wetenschappelijke naam van het geslacht werd voor het eerst geldig gepubliceerd in 1980 door Sieg.

## Soorten
- Sinelobus barretti Edgar, 2008
- Sinelobus bathykolpos Bamber, 2014
- Sinelobus pinkenba Bamber, 2008
- Sinelobus stanfordi (Richardson, 1901) = Stanfords naaldkreeftje
- Sinelobus stromatoliticus Rishworth, Perissinotto & Błażewicz, 2018
- Sinelobus vanhaareni Bamber, 2014 = Kustnaaldkreeftje